# Entente du Centre Chapelle-La Hestre
Maillots
L’Entente du Centre Chapelle-La Hestre, abrégé en Entente du Centre CLH, est un club belge de handball, situé à Manage, dans l'ancienne commune de La Hestre. Le club est le résultat d'une fusion en 1999 entre le HC La Hestre, anciennement le HC Houdeng, et le HC Chapelle. 
Porteur du matricule 140, le matricule du HC La Hestre, le club est affilié à la LFH et évolue en D1 LFH.

## Histoire

### Création
L’Entente du Centre Chapelle-La Hestre est un club issue de la fusion entre le HC La Hestre et le HC Chappelle, cette fusion se fit en 1999, le club pris dès lors ce nom, car les deux communes se trouvent vers le centre du pays.
Aujourd'hui le club est porteur du matricule 140, soit celui du HC La Hestre, anciennement, HC Houdeng.

### Historique
Le HC Houdeng fut fondé en 1970, par un groupe d'amis.
Tout d'abord, le HC Houdeng fut des allers-retours entre la Promotion et la D1 LFH.
Dans les années 80, Le Club accède pour la 5e fois en D1 LFH. 
Mais, à la suite de récentes modifications du règlement de la fédération, le HC Houdeng déménage dans une autre salle car les dimensions du terrain ne sont plus homologuées, cette salle est la salle des Deux Haines à Haine-Saint-Paul. 
Le club ne resta que deux ans dans cette salle puisque la direction apprend qu'une salle est en construction à La Hestre, plus précisément à Manage.
À la suite de ce nouveau déménagement vers la fin des années 1980, le HC Houdeng devient le HC La Hestre, évoluant à La Hestre, dans la nouvelle salle de La Drève.
Le club connait alors son apogée, en atteignant même la Division 2 mais cette monté fut de courte durée, puisqu'au court d'une saison le club fut relégué en D1 LFH.
Cela n'arrangea pas les affaires du club car les années qui suivirent se traduisirent par deux allers-retours de la Promotion à la D1 LFH.
Au début de la saison 1998-1999, des transferts sont effectués mais les résultats ne suivent pas et l'ambiance se dégrade.
Le HC La Hestre fusionne alors avec le club voisin le HC Chapelle qui lui aussi ressent quelques difficulté, afin de former un grand Club dans la Région du Centre. Son nom fut vite trouvé, le club se nomma dès lors Entente du Centre Chapelle-La Hestre ou ECCLH.
Les sections jeunes sont de plus en plus fortes et finissent par disputer le Championnat liégeois réputé plus difficile pour mieux se forger, une équipe de junior évolue même pour la première fois au niveau national.
Après une période plus trouble au niveau des seniors, le Club se stabilise en D1 LFH.
Depuis 2007-2008, une équipe féminine fut créée. Elle évolue actuellement en D1 LFH.

## Palmarès
- Champion de D1 LFH (1) : 2007-2008
- Champion de la Promotion Brabant-Hainaut (1) : 2012-2013
- Vainqueur de la Coupe du Hainaut (3) : 2011, 2015 et 2020

## Rivalité
Les matchs les plus tendus sont les derbys provinciaux surtout contre l'EHC Tournai.